# Bidentatettix yunnanensis
Bidentatettix yunnanensis är en insektsart som beskrevs av Zheng, Z. 1992. Bidentatettix yunnanensis ingår i släktet Bidentatettix och familjen torngräshoppor. Inga underarter finns listade i Catalogue of Life.